# Pommernfeldzug 1675/76

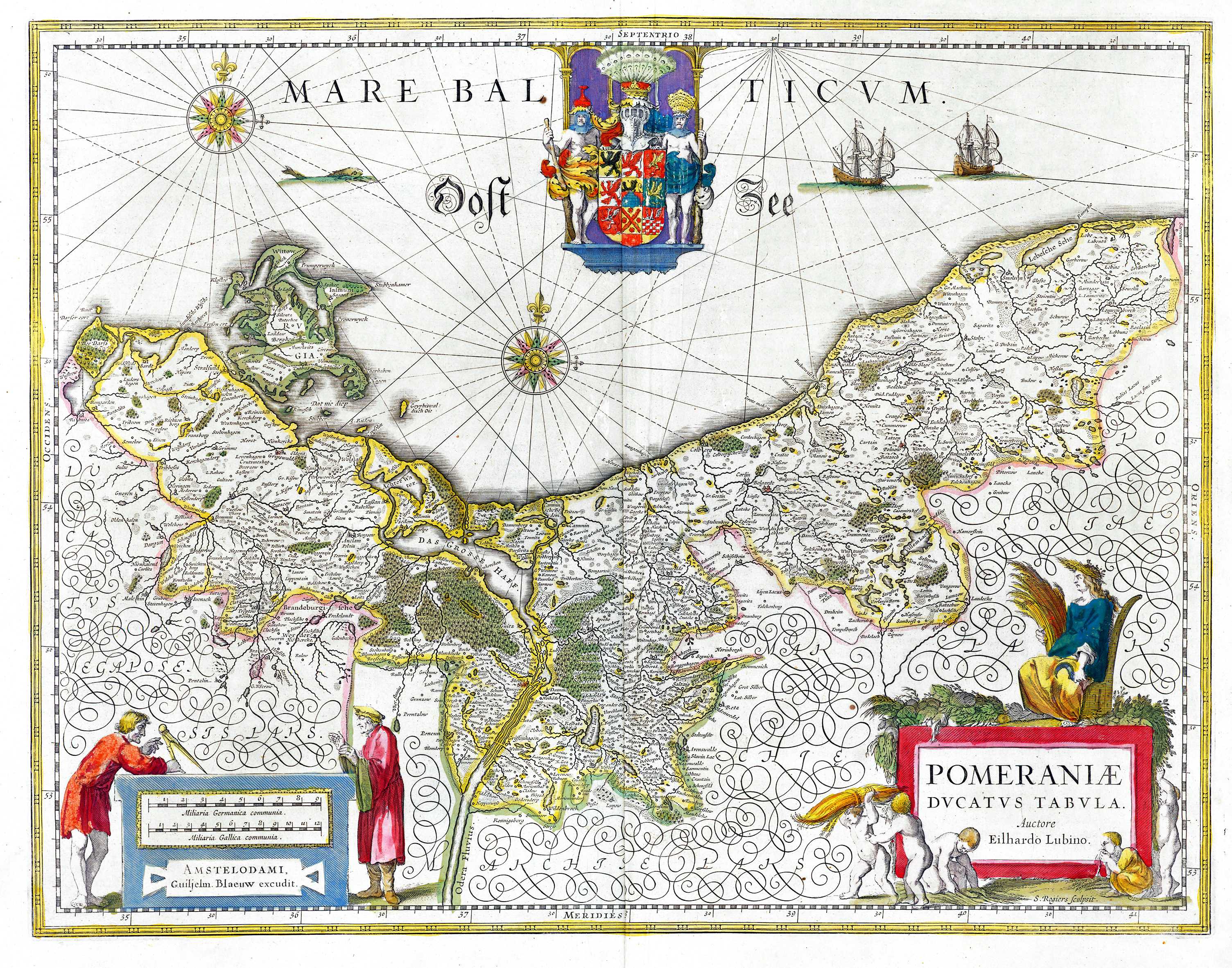
Pommern im 17. Jahrhundert

Der Pommernfeldzug 1675/76 war ein von September 1675 bis Mitte Januar 1676 von Brandenburg-Preußen und Dänemark gegen Schweden geführter Feldzug im Nordischen Krieg.
Die Alliierten Brandenburg und Dänemark eroberten dabei, in enger und gemeinsamer Abstimmung, große Teile Schwedisch-Pommerns von Schweden.

## Vorgeschichte
Brandenburg hatte die 1675 in die Mark Brandenburg einmarschierten Schweden in der Schlacht von Fehrbellin entscheidend geschlagen und in die Defensive gedrängt. Dennoch war die militärische Niederlage der Schweden nicht vollständig und ein weiterer Einfall von Schwedisch-Pommern musste befürchtet werden. Am 17. Juli 1675 folgten die Kriegserklärungen des Heiligen Römischen Reiches, Dänemarks und weiterer Mächte gegen das mit Frankreich verbündete Schweden. Schweden wurde nun der Reichskrieg erklärt. Bei einer brandenburgisch-dänischen Konferenz am 27. Juli 1675 wurde ein gemeinsames militärisches Vorgehen zwischen Brandenburg und Dänemark beschlossen. Der Beginn der Aufnahme der Kampfhandlungen durch die Alliierten verzögerte sich jedoch durch stattfindende Verhandlungen über die geplanten Kriegsoperationen und die Verteilung der eroberten Gebiete. Als erstes Ziel fassten die Alliierten die Eroberung der schwedischen Besitzungen in Norddeutschland ins Auge.

## Vorbereitungen
Dänemark rüstete sich für den beginnenden Krieg und verfügte über ein Feldheer von 30 Regimentern Kavallerie und Infanterie, zusammen 20.000 Mann. Auch die Flotte wurde in Gefechtsbereitschaft gesetzt. Als Vorbereitung für den Truppenmarsch, ließen die Dänen nun alle Pässe in Holstein bis vor Hamburg besetzen und sichern. Zudem befahl der dänische König, einem dänischen und einem holländischen Kriegsschiff das Kattegat zu sperren. Der König von Dänemark gab nun den Befehl an den Generalfeldmarschall Adam von Weyher, das Invasionsheer bei Bad Oldesloe (Holstein) zu sammeln. Die durch holländische Kriegsschiffe verstärkte dänische Flotte erhielt am 22. August den Befehl in die Ostsee zu verlegen, um vor der Küste Schwedisch-Pommerns zu kreuzen. Am 2. September 1675 erfolgte die Kriegserklärung Dänemarks an Schweden. Der dänische König brach am 3. September von Kopenhagen nach Oldesloe auf, wo er am 9. September zur Heerschau seines inzwischen versammelten Heeres eintraf. Dieses Heer hatte eine Stärke von 18.000 Mann und 40 Feldgeschützen und stand unter Kommando des Generalfeldmarschalls Weyher.

## Verlauf
Der Plan sah vor, dass die Alliierten an drei Stellen in Schwedisch-Pommern einbrechen sollten. Die kaiserlichen Truppen unter Kobe sollten bei Tribsees, die Dänen bei Damgarten und die Brandenburger bei Gützkow durchbrechen.
Der Vormarsch der etwa 16.000 Mann starken Dänen durch das nördliche Mecklenburg begann am 12./22. September. Ziel war es, über Gadebusch durch das neutrale Mecklenburg Schwedisch-Pommern zu erreichen. Das Ziel der Dänen war es, die Brandenburger zu unterstützen und andererseits dänische Interessen in der Region zu sichern. Der dänische König nahm während des ganzen Feldzuges großen Einfluss auf die Befehlsgebung.
Am 20. September erreichten die Dänen das unter schwedischer Herrschaft stehende Wismar. Am 21. September erkundete der König die Umgebung der Stadt und ließ diese mit zwei Kürassier- und ein Dragonerregiment einschließen.
Danach zog das dänische Heer weiter; am 25. September wurde Doberan erreicht. Hier kamen der dänische König Christian V. und der brandenburgische Kurfürst Friedrich Wilhelm I. am 25. September 1675 zusammen, beschlossen ein Offensivbündnis und einigten sich auf die gemeinsamen Kriegsziele. Diese bestanden für Dänemark in der Rückgewinnung der in den Friedensschlüssen von 1645 und 1660 verlorenen Provinzen, ferner von Wismar und der Insel Rügen. Brandenburg sollte dafür ganz Schwedisch-Pommern erhalten.

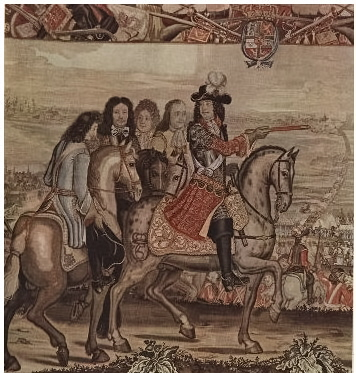
Der dänische König Christian V. und sein Stab bei der Eroberung Damgartens am 6. Oktober 1675
Rosenburg Tapestries 1684-1693

Am 29. September zogen die Dänen durch Rostock, am 1. Oktober erreichten sie Ribnitz an der Grenze gegenüber von Damgarten, dem ersten Ort in Schwedisch-Pommern. Dort lag der schwedische Graf Königsmarck mit einigen Truppen. Die Dänen bauten nun eine Brücke als Übergang über den Grenzfluss Recknitz, wobei sie aufgrund des heftigen schwedischen Gegenfeuers 25 Mann verloren. Wegen des ausgedehnten Morastes abseits der Wege war eine Umgehung der am gegenüberliegenden Ufer gelegenen schwedischen Schanze nicht möglich. Bis zum 8. Oktober waren beide Seiten hier in einen Stellungskampf verwickelt.
Durch Versäumnisse bei der Flottenrüstung musste das geplante Auslaufen der schwedischen Flotte entgegen der Befehlsgebung immer wieder verschoben werden; erst am 9. Oktober ging die Flotte in See. Am 10. Oktober stießen schon mehrere Schiffe aufeinander, am 16. Oktober gelangte die Flotte in offene See und hatte beinahe Gotland erreicht, als sie in einen schweren Sturm geriet. Da ein großer Teil der Besatzungen krank wurde, beschloss die Flottenführung die Rückkehr nach Dalarö, wo sie am 20. Oktober ankam. Die Kriegspläne König Karls XI. waren damit vereitelt und der Verlust der deutschen Provinzen gewiss. Die Gründe für die fehlgeschlagene Operation lagen in der mangelhaften Verwaltung der Flotte; so waren Bemannung und Ausrüstung der Schiffe unvollständig. Dies ging einher mit fehlender Disziplin und einem schlechten Ausbildungsstand der Mannschaften. Der König, dem nach dieser gescheiterten Operation das ganze Maß der Missstände bewusst wurde, beschloss, die Zügel der Regierung in die eigenen Hände zu nehmen. Der Einfluss der Reichsräte und des Reichskanzlers schwand dadurch auf ein Minimum. König Karl XI. begab sich danach von Stockholm nach Bohuslän, das von Norwegen aus angegriffen wurde. Von Ascheberg versuchte dort eine Verteidigung zu organisieren. Am 4. November erreichte Karl XI. Vänersborg.
Die Befehlsgebung der schwedischen Truppen in Pommern durch den Feldmarschall Carl Gustav Wrangel wurde immer nachlässiger. Er selbst begab sich in die Festung Stralsund und von da auf die Insel Ruden, um die Ankunft der Flotte abzuwarten, und überließ es Feldmarschall Königsmarck und Feldmarschall Conrad Mardefelt, die Verteidigung Schwedisch-Pommerns zu übernehmen.
Nach dem Treffen mit dem dänischen König in Rostock setzte sich der brandenburgische Kurfürst am 27. September wieder in Bewegung, nach dem sein Heer Ende Juni in Mecklenburg eingerückt war und seitdem dort verharrte. Er ging zunächst nach Treptow an der Tollense und von da am 28. zur Burg Klempenow, wo die schwedische Besatzung mit einem Offizier und 25 Mann belagert wurde und nachdem die Brandenburger 3 Kanonen auffuhren, sich ergaben und ohne Waffen abziehen konnten. Die Brandenburger rückten hierauf bis nach Völschow vor, wo sie Quartier bezogen. Am 1. Oktober rekognizierte der Kurfürst die Peeneübergänge Stolpe, Priemen, Gützkow und Jarmen. Am 4. Oktober gingen die Truppen von Völschow über Neetzow in 3 Säulen auf die Peene vor. General-Leutnant Görtzky ging nach Stolpe, Oberstleutnant Grumbkow in Richtung Jarmen und der Kurfürst mit der Hauptmacht ging über Kagenow zur Peene gegenüber Gützkow vor. Am 5. Oktober begann der Angriff auf die Fährschanze und das Fährhaus. Letzteres wurde von einer glühenden Kugel getroffen und brannte ab. Nach einem zweistündigen Beschuss zogen sich die Schweden unter Verlusten zurück. Die Captaine Huet und von Dohna ließen nun ihre Truppen stürmen und eroberten die Fährschanze. Nun lag noch der 1000 Schritt lange, an mehreren Stellen durchschnittene Damm zum Hochufer vor ihnen. Zudem schossen die Schweden von den 2 den Hohlweg flankierenden Schanzen dieser Erhöhung mit Feldstücken auf die brandenburgischen Truppen. Danach wurde unter harten Kämpfen die schwedische Anhöhe vor Gützkow genommen. Damit war der Übergang über die Peene gewonnen. Am gleichen Tag gelang Görtzky bei Stolpe und am 6. Oktober der Obristleutnant von Grumbkow bei Jarmen die Forcierung über die Peene, nachdem sie die dortigen Schanzen bei Breechen und Stolpmühl erobern konnten. In Jarmen hatte sich der Übergang wegen fehlender Kähne verzögert.
Am 7. Oktober war der provisorische Brückenbau bei der Gützkower Fähre fertig, sodass die Hauptmacht mit den Pferden übersetzen konnte. Die Schweden hatten sich in Richtung Greifswald – Stralsund zurückgezogen. Der Kurfürst (im Tagebuch SKD – Seine Kurfürstliche Durchlaucht genannt) bezog in Gützkow sein Hauptquartier. Am 8. Oktober zogen sich die Schweden aus Damgarten nach Stralsund zurück, weil sie befürchteten, von den Brandenburgern aus dem Südosten abgeschnitten zu werden. Die Dänen stießen sofort aus Ribnitz über Damgarten nach Stralsund nach. Gleichzeitig hatte Generalmajor Bogislaw von Schwerin auf dem rechten Flügel der Brandenburger die Insel Wollin eingenommen und stieß auf Usedom in Richtung Wolgast vor. Am 10. Oktober reiste der Kurfürst über Demmin, Grimmen, Greifswald nach Franzburg und am 12. nach Stralsund, wo er sich mit dem dänischen König traf. Am 16. Oktober ging der Kurfürst über Loitz zu seinem Hauptquartier Gützkow zurück. Dort entschied er, dass der Übergang an der Gützkower Fähre der Hauptübergang für seine Truppen und den Nachschub bleiben sollte, dieser wurde befestigt und mit 300 Mann unter Major Clawitz vom Regiment Fargel besetzt und gesichert.
Am 21. Oktober befahl dann der Kurfürst den Vorstoß seiner ganzen Streitmacht unter seiner persönlichen Führung auf Wolgast.
Nach dem Durchbruch der Peenelinie räumten die Schweden am 8. Oktober die Pässe zwischen Damgarten und Tribsees an der mecklenburgischen Grenze. Feldmarschall Mardefelt verließ nun seine Stellung bei Wolgast, noch ehe der Kurfürst den Angriff überhaupt begonnen hatte. Dadurch öffnete er den Brandenburgern und Dänen den weiteren Weg nach Pommern.
Die schwedischen Truppen zogen sich in die verbliebenen befestigten Orte zurück. Die Dänen nahmen die Verfolgung der Schweden bis nach Stralsund auf. Dänen und Brandenburger konnten sich allerdings nicht auf eine Belagerung der Stadt einigen, da die Feldzugsaison zu weit fortgeschritten war.

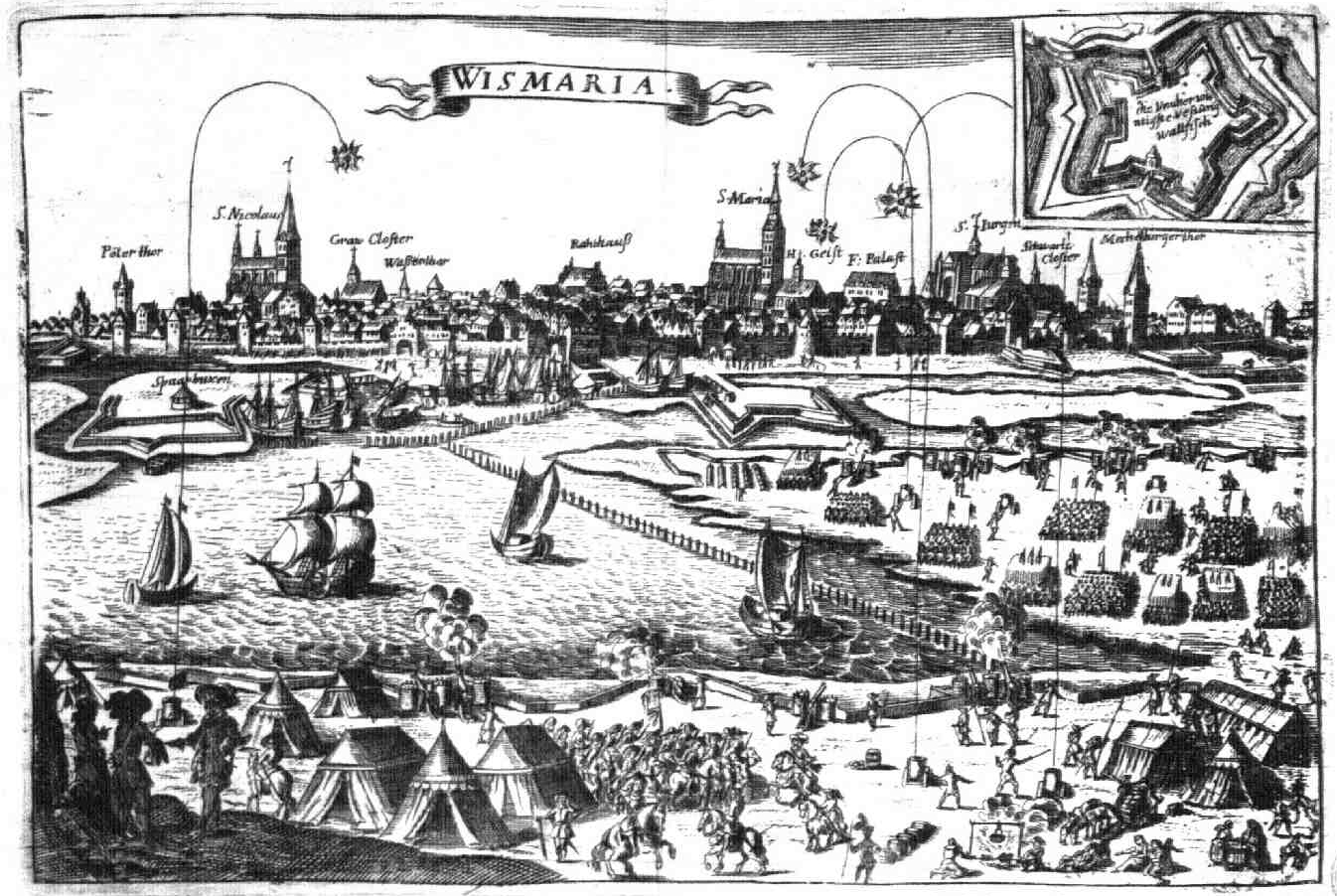
Belagerung von Wismar durch die Dänen
Flugblatt 1675

So konzentrierten sich die Dänen in der Zwischenzeit auf die Belagerung von Wismar. Die Stadt war für die Schweden von großer Wichtigkeit, da er der einzige gute Hafen an der deutschen Küste war und in Reichweite Dänemarks lag. König Christian V. erreichte am 26. Oktober die belagerte Stadt. Am 28. Oktober fand ein erfolgloser Sturmangriff auf die Stadt statt. Nachdem der Belagerungsring nah genug war, schossen ab dem 1. November Feuermörser in die Stadt. Der Hafen von Wismar wurde durch eine gezogene Kette gesperrt. Am 13. Dezember 1675 fiel die Stadt in die Hände der Dänen.
Die Brandenburger hatten derweil vom 10. bis 13. Oktober die Insel Wollin besetzt und vom 31. Oktober an Wolgast belagert. Die von einem 3500 Mann und acht Kanonen starken brandenburgischen Kontingent heftig angegriffene Garnison in Wolgast unter Major Andreas Dubislaff von Blixen ergab sich am 10. November 1675 den Brandenburgern, nachdem durch einen Volltreffer ein Pulvermagazin explodiert war und dadurch große Teile des Schlosses zerstört worden waren.
Die Schweden behaupteten sich zu Jahresende 1675 außer in Stettin nur noch in Demmin, Anklam, Greifswald, Stralsund und auf der Insel Rügen. Fortan verwandelte sich der Krieg in Pommern zu einem langwierigen Festungskrieg, der sich mehrere Jahre hinziehen sollte. Mit diesem Ergebnis endeten vorerst sämtliche Aktivitäten, da die früh eingetretene raue Witterung, dazu Verpflegungsmangel und Krankheiten den Kurfürsten zwang, Mitte November seine Truppen in die Winterquartiere zu entlassen. Anfang 1676 versuchten schwedische Kräfte das von Brandenburg mit sechs Kompanien (insgesamt 300 Mann) gehaltene Wolgast zurückzuerobern. Mit 1500 Mann unternahmen die Schweden am 15. Januar 1676 einen erfolglosen Sturmangriff auf die eingeschlossene Stadt. Die schwedischen Verluste beliefen sich auf 120 Tote und 260 Verwundete.